# 이반 니폰토프
이반 비탈리예비치 니폰토프(러시아어: Ива́н Вита́льевич Ни́фонтов, 1987년 6월 5일~)는 러시아의 유도 선수이다. 2012년 하계 올림픽 남자 하프미들급에서 동메달을 획득했으며, 2009년 세계 선수권 대회에서 남자 하프미들급 우승을 차지했다.